# Lumsden (Nouvelle-Zélande)
Pour l’article homonyme, voir Lumsden.
Lumsden est une localité située dans le district de Southland,dans l'Île du Sud de la Nouvelle-Zélande.

## Situation
Ella siége dans un creux entre les collines voisines , Elle est le site de jonction majeure à mi-distance entre le nord et le sud de la route allant de la ville de Queenstown à celle d' Invercargill, et elle est traversée d’est en ouest par la route allant de Gore à Te Anau.

## Population
Selon le recensement de 2013, Lumsden comptait 405 habitants, soit 6 de moins qu'en 2006 et surtout 50 résidents de moins qu'en 2001

## Histoire et Etymologie
Initialement, le district était connu comme “ The Elbow”. Quand ce nom fut donné à la nouvelle station de trains, les résidents de Castlerock, eux aussi connus comme Elbow et situé sur la rive opposée du fleuve Oréti, entèrent en conflit avec le Conseil municipal de la ville de la province d Otago. Ils portèrent l’affaire devant le département des chemins de fer, qui en l’absence d’autres suggestions, choisirent le nom de Lumsden pour la ville en mémoire de George Lumsden (en).

## Le chemin de fer
Lumsden est connu pour être la jonction majeure de la ligne de chemins de fer des quatre points. La branche de Kingston (en) venant d’Invercargill et courant dans une direction nord-sud à travers le centre de la ville alors qu’à l’ouest, elle forme la branche de Mossburn (en) et dans l’est se situait le chemin de fer de la plaine de Waimea (en), qui furent connectées avec la ligne principale du sud (en) au niveau de la ville de Gore. En 1971, la plupart de la ligne de la plaine de Waimea fut fermée mais un segment de soixante kilomètres allant de Lumsden à la ville de Balfour resta ouvert jusqu’en 1978. En 1979, la ligne au nord de Kingston fut fermée, car la réparation des dommages dus aux inondations n’aurait pas été économiquement valable et les deux autres segments : la branche de Mossburn et la connexion sud vers Invercargill furent fermées en Décembre 1982. La station de chemin de fer est maintenant préservée sous forme d’un centre d’information pour les touristes mais par ailleurs, il ne reste pas grand-chose de l’état antérieur de la ville comme station importante du réseau du réseau national du chemin de fer de Nouvelle-Zélande.

## Activité
Lumsden a aussi une supérette dénommée (Four Square supermarkets (en)), un café, un bureau de poste, un pub, une laiterie, un centre vétérinaire et une bibliothèque.

## Éducation
Lumsden a à la fois une école primaire et une école secondaire: le (collège nord de la région du Southland (en)).

## Personnalités nées à Lumsden
- Cathy Baker (en) (16 octobre 1957), une joueuse de hockey de l’équipe de Nouvelle-Zélande.

## liens externes
- Lumsden community website

- New Zealand Gazetteer